# 강서구 병
서울 강서구 병은 대한민국의 국회의원 선거구이다. 서울특별시 강서구 일부 지역을 관할한다. 현 지역구 국회의원은 더불어민주당의 한정애이다.

## 역사
2016년 대한민국 제20대 국회의원 선거를 앞두고 강서구의 인구가 상한선을 초과하면서 신설되었다. 신설 당시 강서구 갑에서는 염창동, 등촌1동, 화곡6동, 가양3동을, 강서구 을에서는 등촌2동, 화곡4동, 화곡본동을 편입하였다.

## 관할 구역
| 대수      | 관할 구역                                                                      |
| --------- | ------------------------------------------------------------------------------ |
| 20대~현재 | 강서구 염창동, 등촌제1동, 등촌제2동, 화곡제4동, 화곡본동, 화곡제6동, 가양제3동 |

## 역대 국회의원
| 선거   | 정당 | 정당         | 의원   |
| ------ | ---- | ------------ | ------ |
| 2016년 |      | 더불어민주당 | 한정애 |
| 2020년 |      | 더불어민주당 | 한정애 |
| 2024년 |      | 더불어민주당 | 한정애 |

## 역대 선거 결과

### 대한민국 제20대 국회의원 선거
|  | 43.54% |

|  | 32.27% |

|  | 20.59% |

|  | 3.57% |

### 대한민국 제21대 국회의원 선거
|  | 59.92% |

|  | 36.55% |

|  | 1.54% |

|  | 1.46% |

|  | 0.51% |

### 대한민국 제22대 국회의원 선거
|  | 59.13% |

|  | 40.86% |